# Trichotichnus nenkaoshanensis
Trichotichnus nenkaoshanensis is een keversoort uit de familie van de loopkevers (Carabidae). De wetenschappelijke naam van de soort is voor het eerst geldig gepubliceerd in 1997 door N. Ito.